# Салливан, Джеймс
Джеймс Салливан (англ. James Sullivan; 22 апреля 1744, Беруик, колония Массачусетс-Бэй, Великобритания — 10 декабря 1808, Бостон, штат Массачусетс) — американский юрист и политический деятель, член Демократическо-республиканской партии. Занимал пост губернатора штата Массачусетс с 1807 до своей смерти в 1808 году.
Салливан изучал право, с 1776 по 1782 год был судьёй Верховного суда штата Массачусетс и работал адвокатом. В 1782 году и 1783 году избирался на Континентальный конгресс, но не принимал участия в его работе. В период с 1790 по 1807 год занимал пост Генерального прокурора штата Массачусетс.
Салливан сменил в 1807 году Калеба Стронга на посту губернатора штата Массачусетс, в 1808 году он умер, находясь на посту.